# 齐加尼·金高
齐加尼·金高（匈牙利語：Czigány Kinga，1972年2月17日—），匈牙利女子皮划艇运动员。她曾代表匈牙利参加1992年和1996年夏季奥林匹克运动会皮划艇比赛，获得一枚金牌。